# Architecture préromane de tradition wisigothique

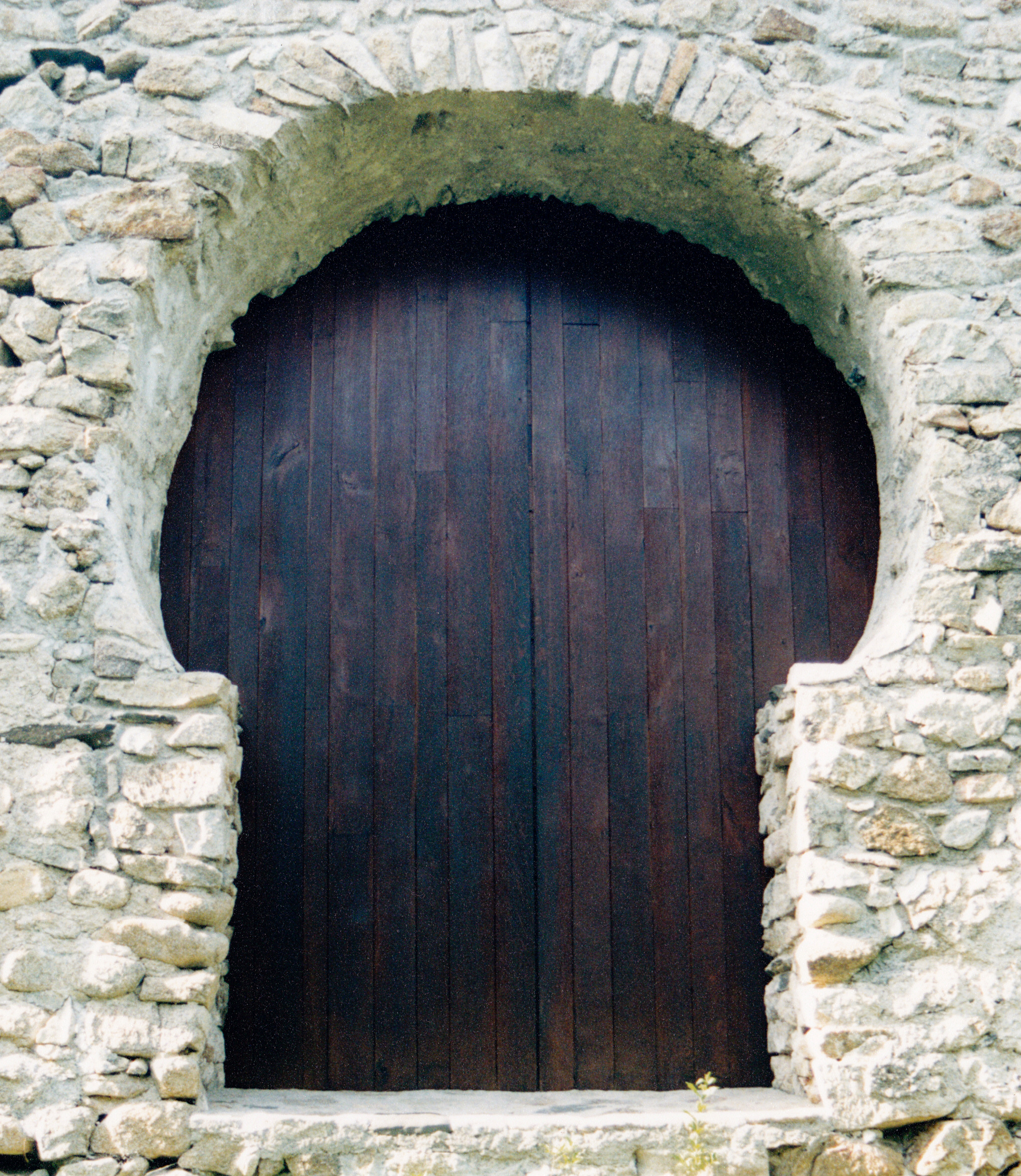
Chapelle Saint-Michel de Sournia.

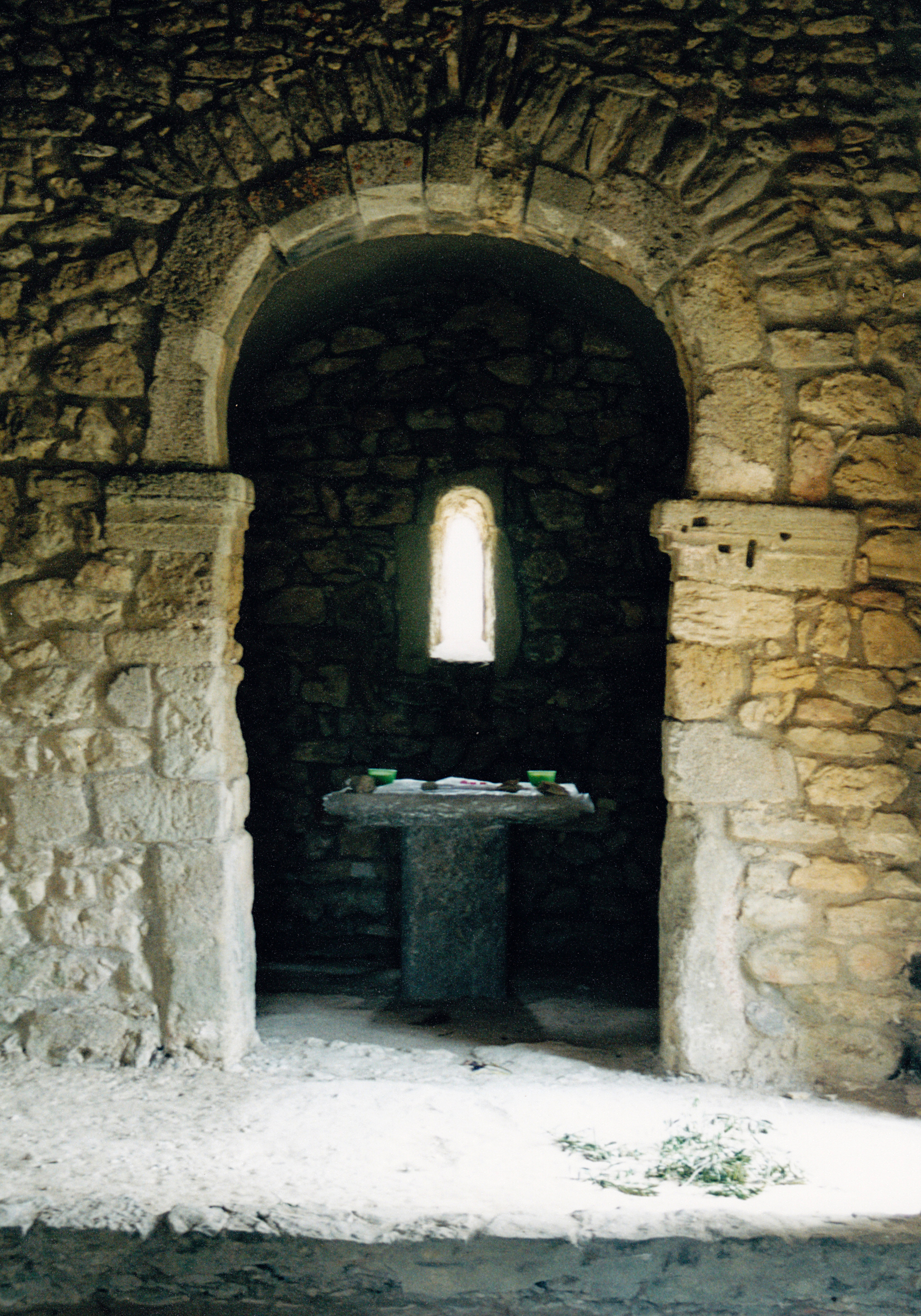
Chapelle Saint-Laurent de Moussan.

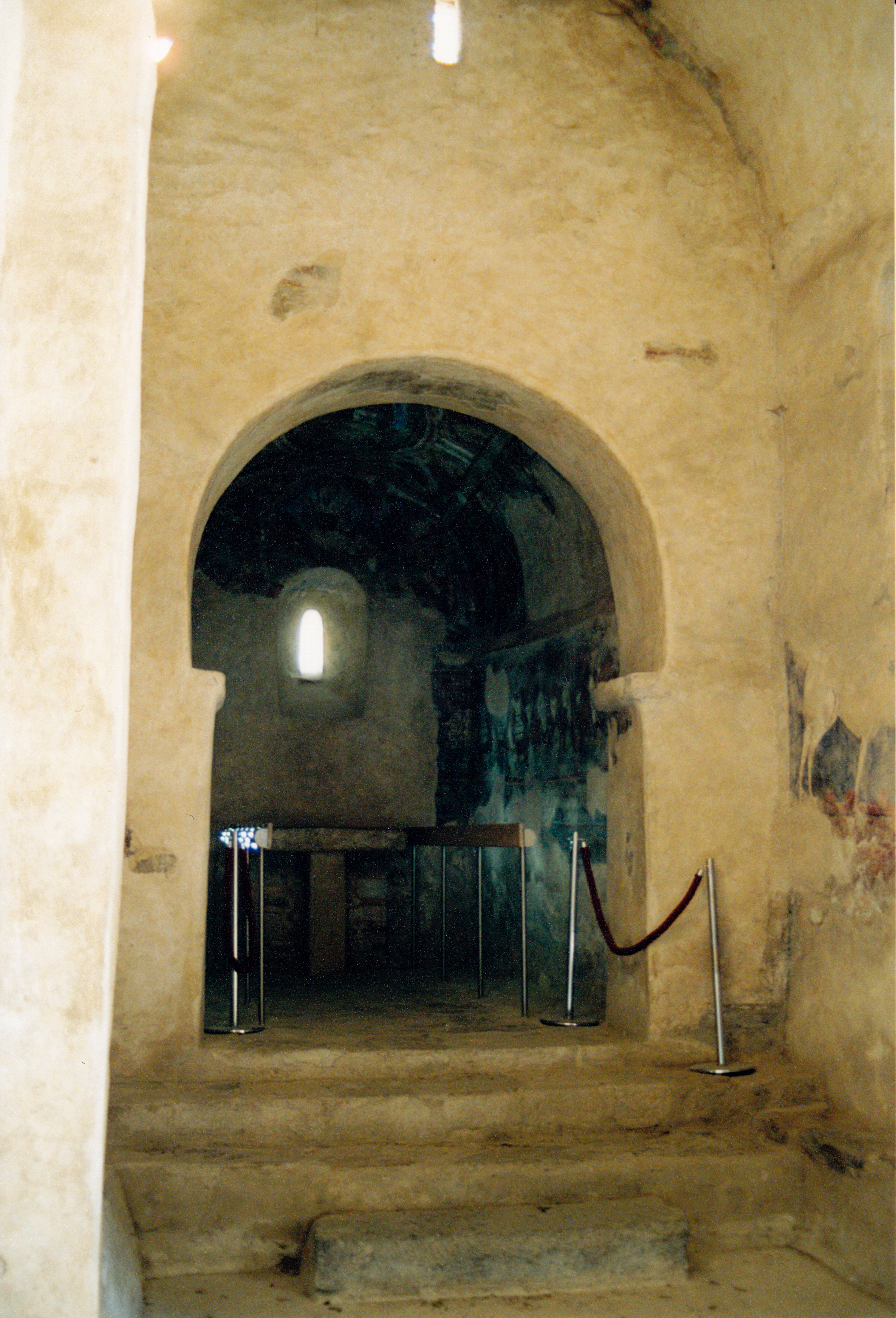
Chapelle Saint-Martin de Fenollar.

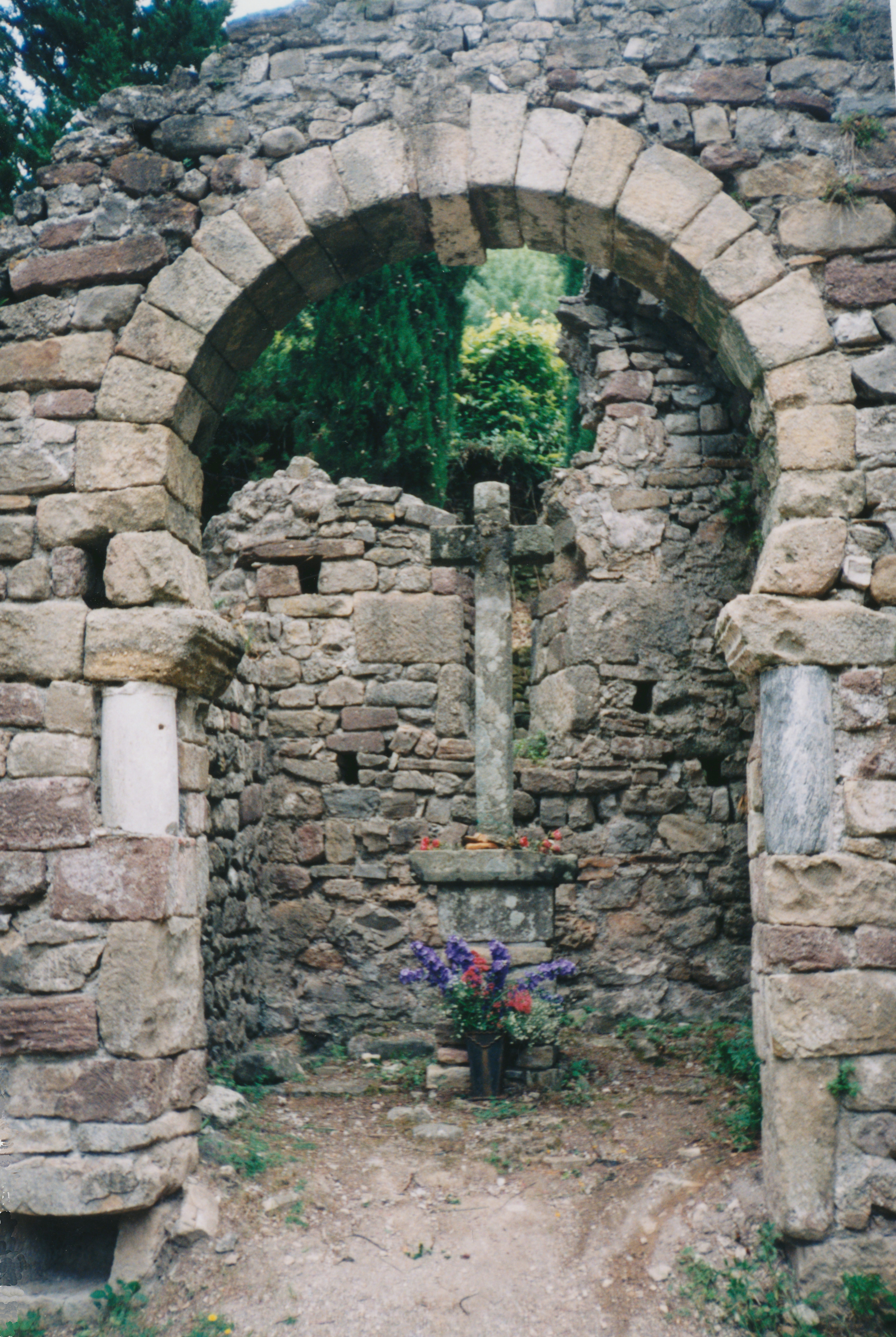
Chapelle Saint-Georges de Lunas.

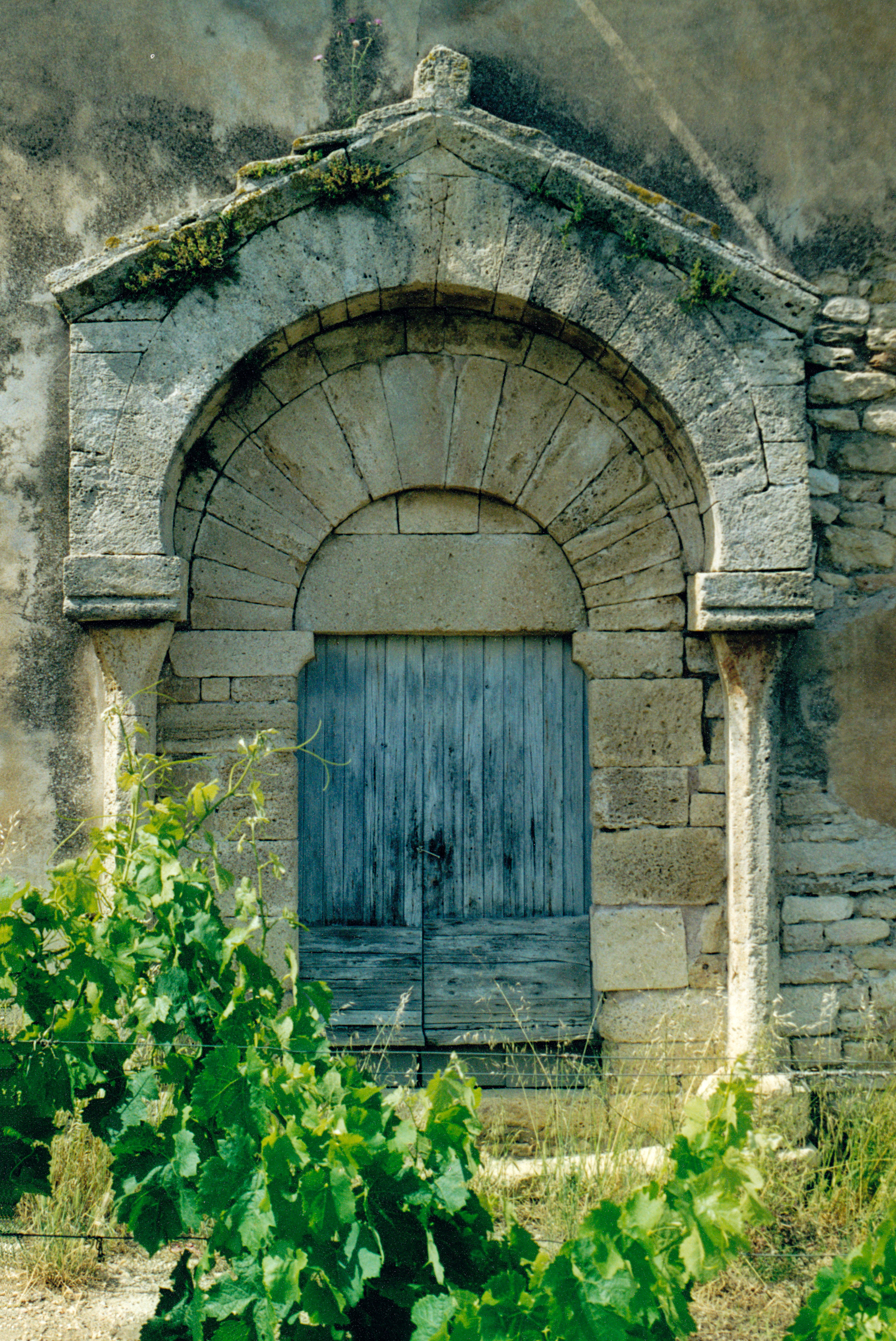
Chapelle Saint-Nazaire de Roujan.

L'architecture préromane de tradition wisigothique est la survivance de l'architecture wisigothique aux IXe et Xe siècles dans les foyers de résistance wisigothique, à savoir les Asturies, la Catalogne et la Septimanie.

## Les foyers de résistance wisigothique
Après l'invasion arabe de 711, les Wisigoths résistèrent non seulement dans la région des Asturies, qui devint le berceau de la future nation espagnole, mais également en Catalogne et en Septimanie (Languedoc et Roussillon).
En Catalogne, une série de seigneuries wisigothiques résistèrent à l'envahisseur arabe dès 716. En 786, plusieurs de ces seigneuries (Cerdagne, Gérone, Urgell, Emporda, Osona) se placent sous la protection de Charlemagne et seront intégrées à la Marche d'Espagne carolingienne.
La Septimanie était une partie du royaume wisigothique de Toulouse (419-507) et regroupait les sept diocèses de Narbonne, Béziers, Nîmes, Lodève, Uzès, Agde et Maguelonne : elle correspond donc aux actuelles régions du Languedoc et du Roussillon, qui dépendait de l'évêché de Narbonne. Fait remarquable, la Septimanie continua à faire partie du royaume wisigothique de Tolède (507-711) après que les Wisigoths eurent perdu le sud-ouest de la France : en effet, après avoir été vaincus par Clovis à Vouillé en 507, les Wisigoths ont rapidement récupéré la Septimanie, grâce à l'intervention de Théodoric le Grand,, roi des Ostrogoths d'Italie. En 720, les musulmans prennent Narbonne et installent un gouverneur chargé de surveiller les comtes wisigoths qui avaient accepté de se soumettre. En 759, Pépin le Bref libère Narbonne et les musulmans se retirent au sud des Pyrénées. 
Louis le Pieux, fils de Charlemagne, rassembla les comtés catalans de la Marche d'Espagne et les comtés de Septimanie au sein du Marquisat de Gothie.

## Caractéristiques stylistiques
La tradition architecturale wisigothique du VIIe siècle ne s'est pas éteinte avec l'invasion musulmane du VIIIe siècle mais a connu une continuation dans ces trois foyers de résistance wisigothique tout au long des IXe et Xe siècles.
L'architecture asturienne étant "l'art de la monarchie asturienne", elle jouit à notre époque d'une grande notoriété et éclipse totalement la modeste architecture préromane de tradition wisigothique de Catalogne et de Septimanie, à tel point  que celle-ci n'a pas reçu de dénomination spécifique. Dans le meilleur des cas, elle est qualifiée très banalement d'art préroman, dans le pire des cas, elle est qualifiée abusivement d'architecture carolingienne.
Une différence stylistique remarquable oppose ces architectures : l'arc outrepassé (arc en fer à cheval), caractéristique la plus marquante de l'architecture wisigothique, est étrangement absent dans l'architecture asturienne alors qu'il est omniprésent dans l'architecture préromane de tradition wisigothique de Catalogne et de Septimanie où on le retrouve sous de très nombreuses formes :
- arc triomphal outrepassé
- abside de plan outrepassé
- portail outrepassé
- voûte outrepassée
- arc doubleau outrepassé

## Septimanie

### Languedoc
- IXe siècle :

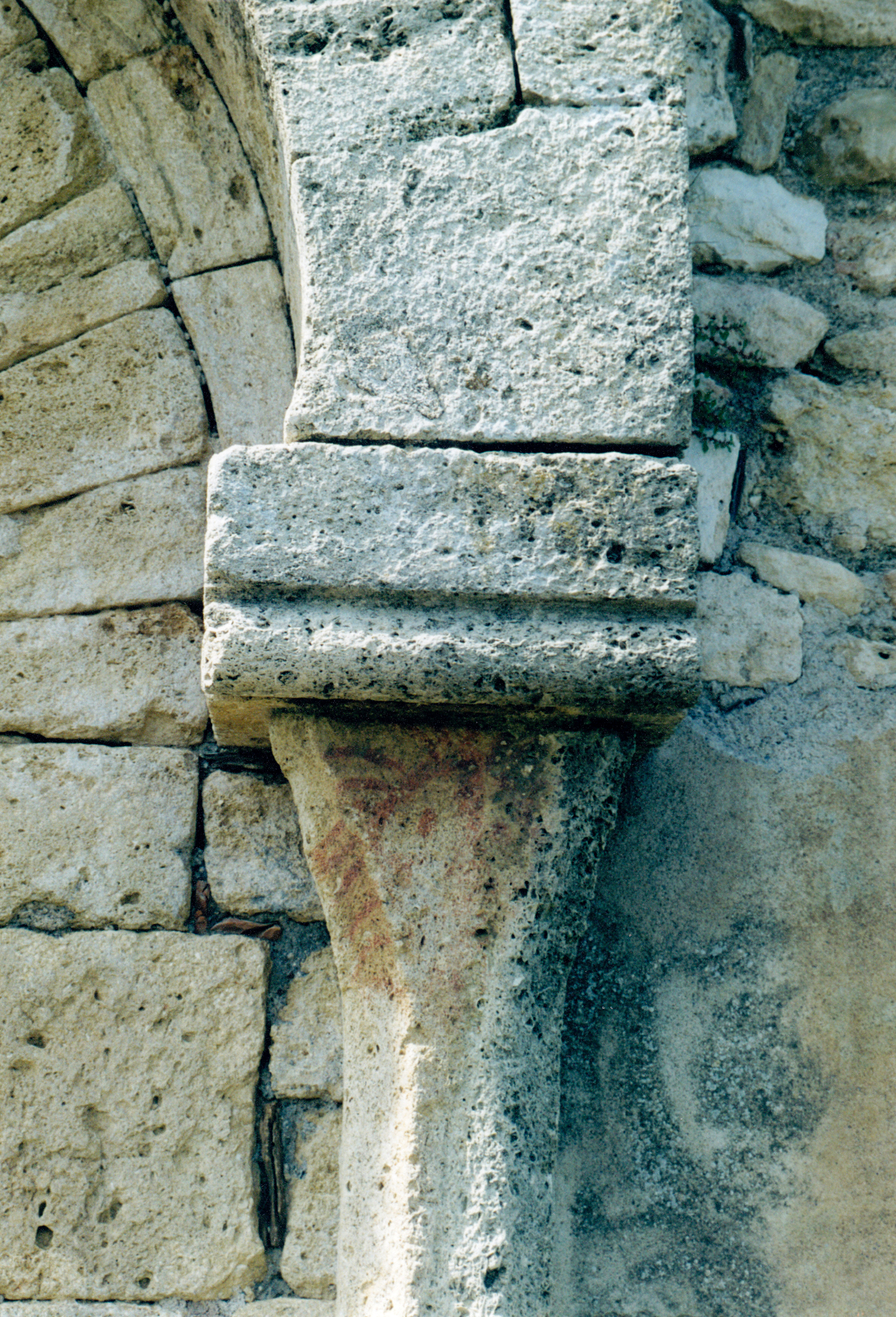
Roujan : un chapiteau

  - Chapelle Saint-Aubin de Fitou : arc triomphal outrepassé[9]
  - Chapelle Saint-Georges de Lunas : arc triomphal outrepassé
  - Chapelle Saint-Laurent de Moussan : arc triomphal outrepassé[9],[10],[11],[12],[13],[14]
  - Chapelle Saint-Nazaire de Roujan : portail outrepassé[9],[15]

- Xe siècle :
  - Église Saint-Martin de Saint-Martin-des-Puits : arc triomphal outrepassé[9]
  - Chapelle Saint-Michel de Sournia (Sant Miquel de Sornia) : abside de plan outrepassé, arc triomphal outrepassé, portail outrepassé[9], fenêtre outrepassée
  - Église Sainte-Félicité de Sournia (Sant Felicitat de Sornia) : en ruines

### Roussillon
- IXe siècle :
  - Chapelle Saint-Martin de Fenollar, Maureillas-las-Illas (Sant Martí de Fenollar) : arc triomphal outrepassé[16], voûte outrepassée du XIIe siècle
  - Église Saint-Jean de Saint-Jean-Lasseille (Sant Joan La Cella)

- Xe siècle :
  - Chapelle Saint-Jérôme d'Argelès : arc triomphal outrepassé
  - Église Saint-Ferréol de la Pava (Sant Ferriol de la Pava d'Argelers) : arc triomphal outrepassé, opus spicatum (appareil en arête-de-poisson)
  - Église Sainte-Marie de La Cluse-Haute (Sant Nazaro de las Clusas) : nefs voûtées en plein cintre outrepassé
  - Abbaye Saint-Michel de Cuxa : grands arcs outrepassés séparant nef et collatéraux, retaillés au XVIe siècle[17], portail outrepassé, appareil en arête-de-poisson
  - Chapelle Saint-Sébastien de Laroque-des-Albères
  - Église Saint-Michel de Riunoguès (Sant Miquel de Riunogues) : arc triomphal outrepassé, voûte du chevet outrepassée
  - Église Saint-Saturnin de Montauriol : abside de plan outrepassé, arc triomphal outrepassé, arc doubleau outrepassé

## Catalogne
- IXe siècle
  - Église Saint-Cyr de Pedret (Sant Quirze de Pedret) : absidioles de plan outrepassé, arc triomphal outrepassé, arc outrepassé
- Xe siècle
  - S.Hilari d'Abrera
  - Santa Maria del Marquet : arc outrepassé
  - Sant Vicenc d'Obiols : arc outrepassé
  - La Tossa de Montbui : arc outrepassé
  - Sant Feliu de Sassanova : arc outrepassé
  - Santa Maria de Bell-Lloc d'Aro : abside de plan outrepassé
  - Sant Feliu de Guíxols : arc outrepassé
  - Santa Julia de Boada : arc triomphal outrepassé, arc doubleau outrepassé